# フォレスト・ガンプ/一期一会
『フォレスト・ガンプ 一期一会』（フォレスト・ガンプ いちごいちえ、Forrest Gump）は、1994年公開のアメリカのコメディドラマ映画。監督はロバート・ゼメキス、主演はトム・ハンクス。日本公開は1995年で、配給収入38億円のヒット作品となった。第67回アカデミー賞作品賞や第52回ゴールデングローブ賞 ドラマ部門作品賞などを受賞した。→#受賞/ノミネート

## 概要
1985年にウィンストン・グルームが発表した小説『フォレスト・ガンプ』（日本では講談社より1994年12月出版。小川敏子 訳）をエリック・ロスが脚色して製作された映画だが、原作からは大きく改変されている。
人より知能指数は劣るが、純真な心と恵まれた身体、母への愛と、あるひとりの女性への一途な思いを持つ主人公 フォレスト・ガンプが、心ない人からは嘲りを受けつつも、それ以上に良き心を持つ周囲の人々の協力を受けて数々の成功を収め、同時に幸福を周囲にもたらしていく半生を、1950年代 - 1980年代のアメリカ合衆国の歴史を交えながら描いた、笑いあり涙ありのヒューマンドラマ。
タイトルの「フォレスト・ガンプ」は主人公の名前。「フォレスト」は白人至上主義団体であるクー・クラックス・クランの結成者として知られるネイサン・ベドフォード・フォレストから。「ガンプ」（gump）はアラバマ州の方言で、「うすのろ」「間抜け」「愚か者」を意味する。

## ストーリー

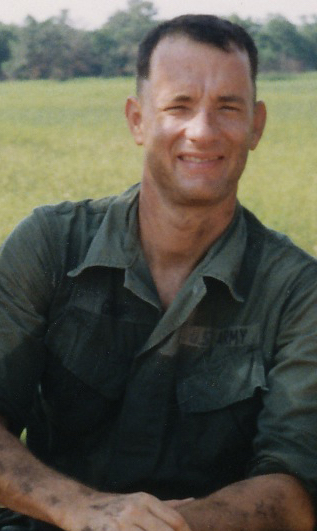
フォレスト・ガンプに扮したトム・ハンクス。

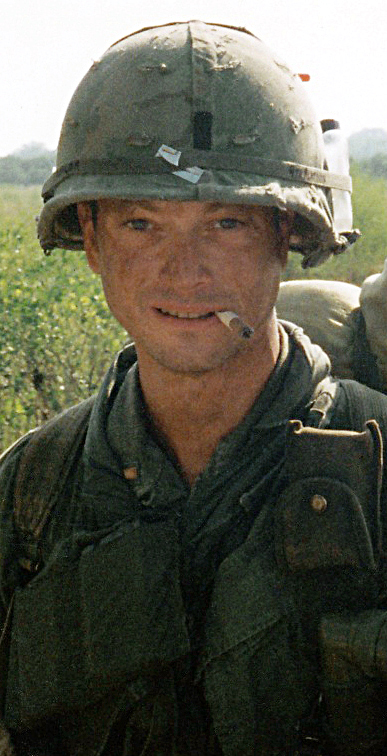
ダン・テイラーに扮したゲイリー・シニーズ。

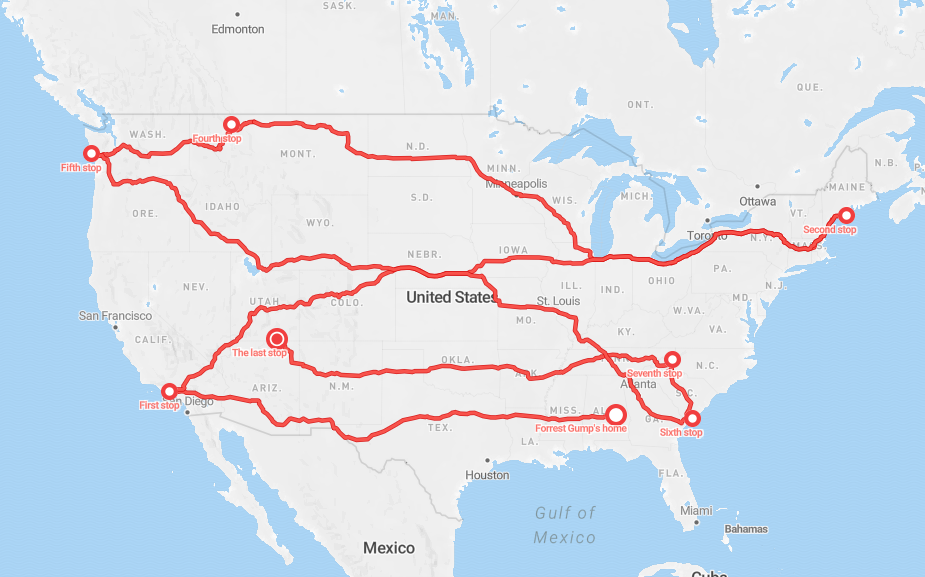
フォレストが走るルート

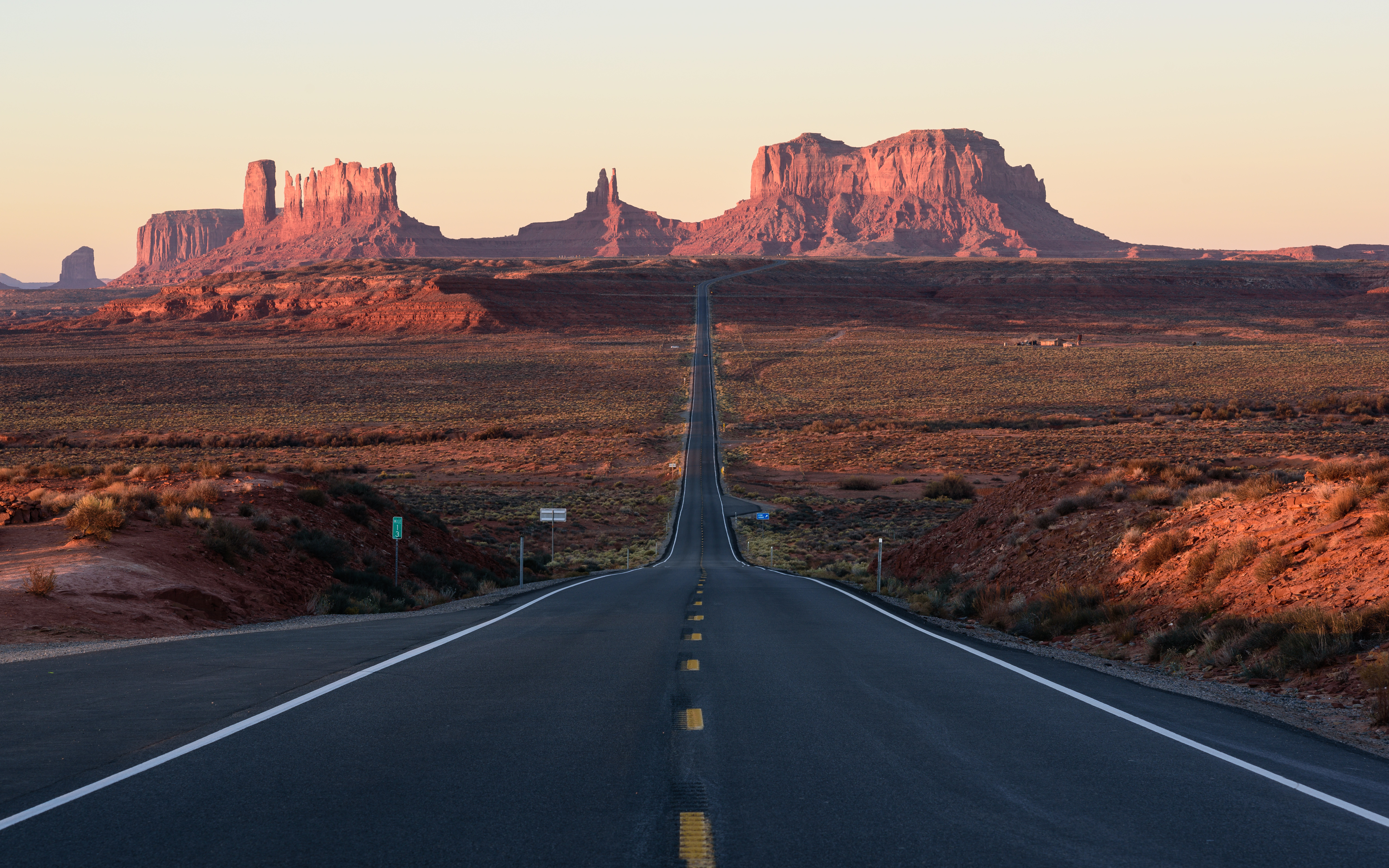
フォレストが走るのをやめるシーンの撮影に使用された、モニュメント・バレーを望む国道163号線

映画は、風に舞う1枚の羽がフォレストの足下に舞い降りるシーンから始まる。フォレストは隣に座っている黒人女性に向かってチョコレートの箱を差し出し、「僕のママの口癖は『人生は箱入りのチョコレート。食べるまで中身は分からない』」と言う。物語は、バス停のベンチに座るフォレストが、バスを待つ人々に話しかけながら過去を回想するという形で進行する。
幼少期
アラバマ州グリーンボウの街の中心から800mほどの位置にある家に住むフォレスト・ガンプは普通の子供よりも知能の低い少年で、背骨が歪んでいるため脚装具を付けないとまともに歩けなかった。女手ひとつでフォレストを育てている母親はそんな彼にも普通の子供と同じチャンスを与えたいと考え、公立小学校の校長が「フォレストはIQが入学最低ラインの80にあと5足りないから当校では受け入れられない」などとと説明するのを聞いてもひるまず、入学を力技で勝ち取る（フォレストの入学の為に校長と "寝た" と推定できるシーンがある）。
フォレストの母親は自宅を宿として旅人らに提供して生計を立てている。フォレストの家に泊まる旅人には様々な人々がおり、その中には若き日のエルビス・プレスリーもいて、フォレストが脚装具をつけて脚をカクカクと動かすのを見てプレスリーは独特の踊りの着想を得ることとなった。
入学初日、スクールバスに乗ることとなったフォレストは「知らない人の車に乗ってはいけない」という言いつけを思い出して戸惑うが、女性運転手と互いに名を名乗りあうことで「知り合いになった」としてその状況を乗り越える。バスの中では誰もフォレストを隣に座らせなかったが、ただ1人ジェニーという女の子は彼のために隣の席を空け、以後2人は自然と仲良くなり、自宅近くの大樹の上で一緒に読書をしたり星が出るのを待ったりして、一緒に過ごす時間が長くなる。
小学校でいじめの標的にされるフォレストだが、あるとき無我夢中で逃げているうちに脚装具がはずれ自力で走ることになり、それ以後彼は脚装具なしで歩いたり走ることができるようになり、むしろ自転車でも追いつけないほどの俊足を発揮し続けた。ジェニーの母親はジェニーが5歳の時に亡くなり父子家庭になり、父親のほうは農業をして娘たちを育てていたが酒浸りにもなっていた。酔っ払った父親が娘たちにやたらとキスをしたり身体に触れるということはジェニーから聞かされてフォレストは知っていたが、ある朝、ジェニーが通学バスに乗っておらず学校を休んでいたので気になりジェニーの家を訪ねたところ、ジェニーは酔っ払った父親に怒鳴られており、フォレストはジェニーの手を握り一緒に畑の中を逃げ回り、ジェニーが「一緒に祈って」と言って「神様、ここから逃げたいんです。私を鳥にして」と祈るので、その祈りの言葉を一緒に唱えることになる。すると翌日、彼女の父親は性的虐待を行っていたとして警察に捕まり、ジェニーは彼女の祖母の家へと引き取られた。祖母の家はトレーラーハウスで、フォレストの家の近所にあり、その日以降ジェニーは夜中にそこを抜け出してはフォレストの部屋にこっそりと忍び込みフォレストのベッドにも潜り込んできて、フォレストはジェニーに抱きつかれた状態で仲良く一緒に眠る日々を送るようになった（毎度「怖いから抜け出してきた」などと妙な言い訳をジェニーから聞かされたフォレストは、間抜けなことにその言葉を真に受け「怖いって、祖母の家の犬が怖いのかな？」などと思い、本当は彼女はフォレストに抱きつきたいから毎夜来ているということにも気づかないでいた）。
高校・大学時代
高校生になってもフォレストはジェニーとは "親友" だったが、同級生らからは相変わらず いじめられており、いじめで追いかけてくる同級生の車から逃げ切ろうとして、アメフトの試合中のフィールド内へ進入し、選手よりも速くフィールドを走り抜けてしまう。それを見たコーチにその俊足ぶりを見込まれ、1963年、アラバマ大学へ入学しフットボールチームに入る。試合ではいつも活躍し、全米代表選手に選ばれるまでになり、ホワイトハウスでケネディ大統領に面会する機会をも得た。ジェニーも女子大学に進学し女子寮で生活していたので、フォレストは連絡もせず会いに行くが、ジェニーが寮まで男（彼氏）に車で送ってもらい車中でイチャついている状況に遭遇し、てっきり暴力を振るわれているとフォレストは早合点し男に飛びかかり殴りつけてジェニーと男の仲を裂いてしまう。ジェニーはフォレストが突然現れた上に彼氏を殴ったことに驚くが、すぐに幼少時以来の親密な感情を思い出してフォレストがしてしまったことも許してくれ、おまけにすでに性的に成熟した年齢になっていたジェニーは、女子寮の部屋の中に男子禁制のルールを破ることまでしてこっそり引き入れてくれ、親密な態度で接し、下着姿となりブラジャーもはずしてバストを見せてくれる。
ジェニーは、将来の夢は有名な歌手になることで、しかも客と一対一で向き合うように歌うことだと語る。
（しかしジェニーは後日PLAYBOY誌の（セミヌード）モデルとなった際に女子大指定のカーディガン（一種の制服。大学のシンボル）を着用していたことを咎められて大学を退学処分となってしまい、転落してゆく。）
軍隊時代
ベトナム戦争が本格化した頃、無事に大学を卒業したフォレストは、特にする事も無かったので、卒業式の場にいた募集担当官の勧誘を受け入れアメリカ陸軍に入隊した。
志願者が集う新兵訓練所行きのバスに乗り込む際、スクールバスの時と同様に自己紹介をするフォレストだが、運転手からは「お前の名前なんぞ知った事か！」と怒鳴られる。バスの車内ではやはり誰もフォレストを隣に座らせなかったが、今度は同じアラバマ州出身のアフリカ系アメリカ人であるバッバことベンジャミン・ブルーが隣の席を空けた。彼の家族は代々エビ漁（en:shrimp fishery）とエビ料理で生計を立てていて、自身も軍隊生活で得た資金でエビ漁師になることを夢見ている。意気投合し親友となった2人は共に訓練に励む。バッバと「除隊後は2人でシュリンプボートに乗ってエビ漁を始めよう」と約束。
上官からの命令に対して「はい」と答えるだけでよく、命令されたことだけをこなせば良い軍隊の生活はフォレストに向いており、健脚を活かした優秀な兵士となる。訓練後、ベトナムに出征することとなったフォレストは、大学退学後に落ちぶれてストリップ劇場で働いているジェニーを訪問し、ステージ上で素裸でギターを演奏し歌う姿を見て「ジェニーは歌手になるという夢を叶えた」と誤解する。だが実際には客たちのほうはジェニーを歌手ではなくただのストリッパーと見なし、ただバストや陰部を見たいだけで、ギターが邪魔で肝心の部分が見えないと言って演奏を止めさせようとして酒を浴びせようとするので、フォレストはジェニーを救おうとステージ上に駆け上がり抱きかかえてステージ脇に退避させようとするが、ジェニーからは逆に迷惑がられ「こんなことはもう止めて。干渉しないで」と言われてしまう。「止められない。君を愛しているから」と言うフォレストだが、ジェニーから「フォレスト、あなたに愛が分かるの？」などと、冷淡で残酷な言葉を言われてしまう。ジェニーは自分の人生を呪っていていっそ死にたいとも感じているらしく、橋から身投げして自殺することを妄想している様子も見せ、だがとりあえずはそんな人生から逃れるためにある男の車に乗せてもらい街から去ろうとするので、別れ際、フォレストはベトナムの戦場に送られることになったと打ち明ける。これにはさすがにジェニーも心が傷んだらしく、「約束して。困難に立ち向かわないで。走って逃げて」との言葉を残してくれる。
戦地では河が入り組んだメコンデルタ地域を担当する第9師団に送られ、ダン・テイラー中尉が指揮する小隊へ配属される（ダンのことをアメリカ独立戦争の時代から先祖代々アメリカが関わった戦争には全て従軍し軍人として「名誉の戦死」をとげてきた家系なのだろうとフォレストは想像する）。索敵を続けていた小隊は、雨季が明けた日に敵の待ち伏せ攻撃に遭い、窮地に追い込まれ小隊は後退することに。ダンに後退しろと命じられたフォレストは、ジェニーから「走って逃げて」と言われたことを思い出し、全力で走り続け、小隊の誰よりも早く安全な地帯へたどり着くも、親友のバッバを戦場に置いてきてしまったことに気づき引き返し、そこで負傷した戦友達やダン中尉をひとりまたひとりと見つけ、彼らも見捨てるわけにはいかないと感じ、ひとり背負っては安全な場所へと運び出すということを繰り返し、最後に親友バッバも見つけるも彼は既に腹部に致命傷を負っており「うちに帰りたいよ」と言い残して死んでしまった。ダン中尉もこの戦闘で負った傷で両脚の膝下を失ってしまった。
この戦闘で尻に被弾したフォレストは、ダン中尉と共に軍病院で手当てを受ける。ダンは両脚を失ってもはや軍人として活躍できない状態で生き続けなければならない状況をみじめと感じ、心がすさんでしまう。彼は先祖たち同様に戦場で「名誉の戦死」をすることを望んでいたらしく、フォレストが命を救ったからそれができなくなったなどと考え、「お前が俺の運命を狂わせた」と恨み言を言う。
卓球全米チーム
軍病院での療養中の暇潰しに卓球を始めたフォレストは、単純作業の繰り返しである卓球が性に合っていたらしく、瞬く間に才能が開花。卓球全米チームに入るべく帰国し、母親が見守る中、戦友を救った勇敢な行為に対しジョンソン大統領から議会栄誉勲章を贈られる。
その後、ブラックパンサー党の仲間として反戦活動を行うジェニーに再会。フォレストはジェニーに自分の想いを伝えるが、相反する立場のジェニーはフォレストの前から去っていった。
数年後、フォレストは中国との「ピンポン外交」の主役となり、卓球で世界大会に出場。テレビのトーク番組でジョン・レノンと共演するまでになった。さらに、ニクソン大統領とも面会する栄誉を得たが、その夜、大統領に勧められてワシントンで宿泊した「ウォーターゲート・ホテル」の客室から道を挟んだ向かいのビルに侵入者がいるのを目撃して警察に通報する（ニクソン大統領の辞任へとつながるウォーターゲート事件の始まり）。その後まもなくしてフォレストは軍を除隊となる。
会社経営と投資の成功
除隊後もフォレストは亡き親友バッバと交わした「除隊後は2人でシュリンプボートに乗ってエビ漁を始めよう」という約束を忘れず、約束は守るものだ、と言い続け、卓球用具のメーカーから得た資金2万ドルあまりでバッバの故郷アラバマでエビ漁用の漁船を購入し船長になり、「バッバ・ガンプ・シュリンプ」社を設立、それをダンに知らせる。両脚を失い車椅子で生活するようになり自暴自棄で酒びたりになり、この世や神を呪うような生活を送っていたダンも加わるが、エビはまったく捕れず網にかかるのはゴミばかり。ダンは（自身がもう神を信じられなくなっているのに）フォレストに向かっては「エビをくれ、と神に祈れ」と言うので、フォレストは言われた通り毎週プロテスタント教会に通い、ゴスペルを歌い、神に大漁を祈願する。
純真なフォレストの祈りの言葉は見事に神に届いたのか、ある夜、後に「カルメン」と名付けられるハリケーンが発生し、"何か"の導きなのか あるいは単なる偶然なのか、フォレスト達の漁船は沖へ出ている時に時化に遭遇し（まるで小説『白鯨』に登場し脚を失い執念でクジラと対決することになったエイハブ船長のように、ダンが嵐の中で何かに取り憑かれたような状態で悪運と「真っ向勝負」する姿勢を保ち漁船の指揮を取り続けてくれたおかげもあり）大時化を乗り切って無事に戻って来られたうえに、港に留まっていた他のエビ漁船は全て大破するということが起き、以後、フォレストとダンはその海域のエビ漁を独占する形になり、おかげで大漁が続き、漁船12隻や大きな倉庫を所有するようになり、同社は知らぬ者はいないほどの大きな会社へと成長し、彼らは富豪となる。
そんなある日、ダンは何気なくフォレストに向かって（ベトナムの戦場で）命を救ってくれたことへの感謝の言葉を言う。晴れやかになったダンの表情を見てフォレストは "ダンは言葉では言わないが、神と仲直りしたんだ" と感じる。
エビ漁で得た資金を、ダンはフォレストの言う「果物の会社」（ベンチャー企業時代のApple）へ投資し、後に同企業が上場したことで2人は億万長者になり、エビ漁は卒業・引退し、悠々自適の生活となり、好きな芝刈りの仕事を始める。フォレストは母親が「人生に本当に必要なお金というのはわずかでしかなく、あとは虚栄でしかない」と言っていたことを思い出し、お金の半分をバッバの母へ渡し、残りも福音教会や漁業組合病院（「ガンプ記念病院」と命名された）など様々な所に寄付した。
ジェニーとの再会
たった1人の家族だった母親が癌になり亡くなってしまい、フォレストは孤独な日々を過ごす。
孤独の中、日々ジェニーの姿を思い描いていると、家に本物のジェニーが現れ、数年ぶりの再会を果たす。彼女が人生に挫折したことを知ってか知らずか、フォレストは彼なりに不器用にジェニーを愛し続け、ジェニーもそれに応えるようになり、まるで家族になったような幸せな日々を過ごす2人。ある日フォレストはジェニーに結婚を申し込むが、ジェニーのほうは（結婚を切り出されたのは同情からだと感じたり、自分の心が抱えた 深い深い問題の解決がまだ済んでいないと感じており）結婚には同意することができない。それでもフォレストへの愛情を示すためにジェニーはフォレストと一度だけ男女の関係をベッドで結ぶものの、翌朝には理由も告げずフォレストのもとから去ってしまう。
ジェニーがいなくなり放心状態になったフォレストは、訳も無く走りたくなり、同棲中にジェニーから贈られたナイキのスニーカーを履いて外へ飛び出し走り始め、まずは道の端へ、次に町の端、さらに州の端へ、ついにはアメリカの端へと走り続ける。西海岸にたどり着いたらUターンし、東海岸にたどりついたらまた西海岸へと、何往復もアメリカ横断を繰り返す彼の姿を見た人々は、理由もなく走るということが理解できず、きっと強いメッセージや深い哲学的な意味があるのだろうなどと勝手に推測し、「平和を願って走る男」「環境のために走っている」「女性の権利のために走っている」「悟りに達している」などとアメリカ中の話題になり、大勢の人々がフォレストの後を追うように走り始める。
「前に進むには、過去を捨てなさい」という母親から言われた言葉を心に抱きつつ3年と2か月ほど走り続けた後、モニュメント・バレー付近で突然フォレストは走るのを止め「疲れたから家に帰りたい」と言い残して、呆然とする伴走者たちを置き去りにしてアラバマに帰るが、テレビでそれを知ったジェニーから、サバナで会いたいという内容の手紙が届く。
現在
※ここから物語は現在進行に移る。
フォレストがサバナ市内のバス停でバスを待ち続けていたのは、手紙を書いてくれたジェニーに会いに行くためだった。最後の聞き手である老婦人から、目的地のジェニーのアパートは、バスに乗る必要が無いほど近く、わずか5〜6ブロック先だと教えられたフォレストは急いで走り出し、ジェニーが待つアパートに辿り着く。ジェニーはフォレストの記事を見つけてはそればかりスクラップしてきたと言い、今までフォレストにしたことをすべて謝りたい、自分はひどい人生を歩んでしまったから、とも言う。そこにジェニーの息子が帰宅。ジェニーは誰かとの間に子供をつくり母になったのだと早合点するフォレストに向かい、ジェニーは息子の名は「フォレスト」で、父親の名からとった、つまり息子はフォレストと自分の子供であると告げ、さらに「安心して。何もしなくていい。あれ（ジェニーがフォレストと男女の関係を持ったこと）は間違いではないわ」と言う。戸惑うフォレストは恐る恐る、息子はどうなのか？賢いのか？と尋ねる。「賢いわ。クラスで1番よ」とジェニー。
その後、ジェニー本人から「原因不明のウィルス性の不治の病」に罹っていると告白されたフォレストは、自分がジェニーをグリーンボウの自宅で看病すると言う。それを聞いたジェニーは、今度はジェニーの側からフォレストに結婚を申し込む。もちろん結婚しよう、とフォレスト。アラバマのフォレストの家に帰り、結婚式を挙げる2人。彼らを祝福するために訪ねてきたダンは、髭も剃り小綺麗なスーツを着ており、もはや車椅子ではなく、新しい脚（スペースシャトルにも使われているチタン製の義足）をつけて " 自力で 歩いて" 登場、おまけにアジア系女性のスーザンと婚約していた。
病床のジェニーに向かいフォレストは彼が各地で見た天国のような美しい光景の思い出を語る。「その光景を一緒に見たかった」というジェニーに、フォレストは「君も一緒にいたよ（いつも君は僕の心で一緒だったよ）」と言う。その言葉に癒やされるジェニー。程無くしてジェニーは亡くなり、フォレストは幼少の頃一緒に過ごした木の下に彼女を埋葬する。そしてジェニーにとって嫌な思い出がつまった家もブルドーザーで取り壊してあげ、ジェニーの墓前でそのことや子育てに邁進していることを報告し、「母が言っていたことが正しいのかダン中尉が言っていたことが正しいのか、僕には分からない。人には運命があるのか、それとも人生は風のように偶然なのか...？　僕が思うに、両方が同時に起きるのかも...。君に会いたい...」と言い涙ぐむ。
フォレストが子育てに奮闘した末、かつての自分のように息子をスクールバスで小学校へ送り出したところで、フォレストの足下にあった羽が風に乗り再び空へと舞い上がり、映画は幕を閉じる。

## キャスト
| 役名                             | 俳優                             | 日本語吹替       | 日本語吹替                                                    | 日本語吹替                                                   |
| 役名                             | 俳優                             | ソフト版         | 日本テレビ版                                                  | フジテレビ版                                                 |
| -------------------------------- | -------------------------------- | ---------------- | ------------------------------------------------------------- | ------------------------------------------------------------ |
| フォレスト・ガンプ               | トム・ハンクス                   | 江原正士         | 山寺宏一                                                      | 江原正士                                                     |
| ミセス・ガンプ                   | サリー・フィールド               | 土井美加         | 野沢由香里                                                    | 鈴木弘子                                                     |
| ジェニー・カラン                 | ロビン・ライト                   | 佐々木優子       | 勝生真沙子                                                    | 名越志保                                                     |
| ダン・テイラー                   | ゲイリー・シニーズ               | 有本欽隆         | 樋浦勉                                                        | 鈴置洋孝                                                     |
| バッバ・ブルー                   | ミケルティ・ウィリアムソン       | 福田信昭         | 酒井敏也                                                      | 屋良有作                                                     |
| フォレストJr.                    | ハーレイ・ジョエル・オスメント   | 近藤玲子         | 大谷育江                                                      | 矢島晶子                                                     |
| フォレスト（子供時代）           | マイケル・コナー・ハンフリーズ   | 近藤玲子         | 大谷育江                                                      | 矢島晶子                                                     |
| ジェニー（子供時代）             | ハンナ・ホール                   | 麻見順子         | 潘恵子                                                        | 増田ゆき                                                     |
| ルイーズ                         | マーゴ・ムーラー                 | 喜田あゆ美       |                                                               | 伊倉一恵                                                     |
| 医者                             | ハロルド・G・ハーサム            | 宝亀克寿         | 稲垣隆史                                                      | 富田耕生                                                     |
| 校長                             | サム・アンダーソン               | 石波義人         | 水野龍司                                                      |                                                              |
| ドロシー・ハリス                 | シオバン・ファロン               | 佐藤しのぶ       | 堀越真己                                                      | 佐藤しのぶ                                                   |
| アール                           | カーク・ウォード                 | 小野健一         | 平田広明                                                      |                                                              |
| ジェニーの父                     | ケヴィン・マンガン               | 仲野裕           | 秋元羊介                                                      | 小室正幸                                                     |
| ベンチの子連れの女性             | デボラ・マクティア               | 野沢由香里       | 湯屋敦子                                                      |                                                              |
| 教練軍曹                         | アフェモ・オミラミ               | 水野龍司         |                                                               | 斎藤志郎                                                     |
| ベンチの太った男                 | ビル・ロバーソン                 | 石波義人         | 塩屋浩三                                                      | 後藤哲夫                                                     |
| アビー・ホフマン                 | リチャード・ダレッサンドロ       | 仲野裕           | 納谷六朗                                                      | 大川透                                                       |
| ウェスリー                       | ジェフリー・ブレイク             | 小野健一         | 仲野裕                                                        | 青山穣                                                       |
| ブラック・パンサー               | ケヴィン・デイヴィス             | 喜多川拓郎       | 坂東尚樹                                                      |                                                              |
| カーラ                           | ティファニー・セラーノ           | 野沢由香里       | 沢海陽子                                                      | 小林優子                                                     |
| レノア                           | マーラ・スカレッツァ             | 佐藤しのぶ       | 速見圭                                                        | 佐藤しのぶ                                                   |
| バッバの母                       | マリーナ・スモールズ             | 佐藤しのぶ       | 水原リン                                                      | 磯辺万沙子                                                   |
| タクシー運転手                   | マイケル・マティソン             | 伊藤栄次         |                                                               | 斎藤志郎                                                     |
| いじめっ子                       | マーカス・バトン                 | 津村まこと       |                                                               | 小林優子                                                     |
| エルヴィス・プレスリー           | ピーター・ドブソン               | 小野健一         |                                                               | 荒川太郎                                                     |
| ディック・カベット               | ディック・カベット               | 天田益男         | 納谷六朗                                                      | 千田光男                                                     |
| アーカイブ映像                   |                                  |                  |                                                               |                                                              |
| ジョージ・ウォレスアラバマ州知事 | ジョージ・ウォレスアラバマ州知事 | 宝亀克寿         | 沢木郁也                                                      |                                                              |
| ジョン・F・ケネディ大統領        | ジョン・F・ケネディ大統領        | 石波義人         | 仲野裕                                                        | 大滝進矢                                                     |
| リンドン・ジョンソン大統領       | リンドン・ジョンソン大統領       | 宝亀克寿         | 北村弘一                                                      | 千田光男                                                     |
| ジョン・レノン                   | ジョン・レノン                   | 水野龍司         | 津田英三                                                      | 大塚芳忠                                                     |
| リチャード・ニクソン大統領       | リチャード・ニクソン大統領       | 水野龍司         | 水野龍司                                                      | 大川透                                                       |
| 日本語版スタッフ                 |                                  |                  |                                                               |                                                              |
| 演出                             | 演出                             | 蕨南勝之         | 佐藤敏夫                                                      | 伊達康将                                                     |
| 翻訳                             | 翻訳                             | 岩本令           | 佐藤恵子                                                      | 松崎広幸                                                     |
| 制作                             | 制作                             | 東北新社         | オムニバス・ジャパン                                          | 東北新社                                                     |
| 初回放送 ソフト収録              | 初回放送 ソフト収録              | VHS・DVD・BD収録 | 1998年4月24日 21:03-23:44 『金曜ロードショー』 ノーカット放送 | 2000年3月11日 21:00-23:24 『ゴールデン洋画劇場』 正味約120分 |

## スタッフ
- 監督：ロバート・ゼメキス
- 製作：ウェンディ・フィネルマン／スティーヴ・ティッシュ／スティーヴ・スターキー
- 原作：ウィンストン・グルーム『フォレスト・ガンプ』
- 脚色：エリック・ロス
- 撮影：ドン・バージェス
- 音楽：アラン・シルヴェストリ
- 編集：アーサー・シュミット
- VFX：ILM
- VFXスーパーバイザー：ケン・ローストン（KEN RALSTON）
- キャスティング：エレン・ルイス
- プロダクションデザイン：リック・カーター
- 美術：レスリー・マクドナルド／ジム・ティーガーデン
- 衣装デザイン：ジョアンナ・ジョンストン
- 日本語字幕：戸田奈津子

## 音楽
- 『フォレスト・ガンプ:オリジナル・サウンドトラック』 - 映画をベースにしたサウンドトラックアルバムで、多くの有名なアメリカのアーティストの音楽が含まれている。
- 『フォレスト・ガンプ - オリジナル映画音楽』 - アラン・シルヴェストリによって作曲および指揮されたオリジナルアルバム。

## 作品解説

### 監督
監督候補はテリー・ギリアムやバリー・ソネンフェルドの名前が挙がっていた。

### 出演者
主人公であるフォレスト・ガンプ役は、実際に演じたトム・ハンクスのほかにビル・マーレイやチェビー・チェイスなどにも出演依頼がなされていた。また、バッバ・ブルー役にはデイヴィッド・アラン・グリアやジョン・トラヴォルタが予定されていた。
サリー・フィールドはハンクス演じるフォレストの母親役として出演しているが、ハンクスとの年齢差は10歳しかない。
少年時代のフォレストがスクールバスで少年の隣に座ろうとして拒否する少年は、監督であるロバート・ゼメキスの息子である。また、同じバスのなかにいる赤い髪の少女はハンクスの娘である。
アメリカンフットボールの試合で一直線に走り抜けるシーンの撮影中に、ハンクスはインフルエンザに感染した。
顔が映らないエルヴィス・プレスリーの声はクレジットに入っていないカメオ出演としてカート・ラッセルが担当している。ラッセルは1979年のテレビ映画『ザ・シンガー』にてエルヴィス役を演じている。

### 撮影・演出
フォレストがウォーターゲート事件の端緒となるウォーターゲート・ビルへの侵入事件を目撃したり、フォレストの母が民宿を営む自宅に無名時代のエルビス・プレスリーが下宿したことがあったりと、当時の事件や著名人が多数登場する。ILMが担当したVFXは、主演のトム・ハンクスをジョン・レノンやジョン・F・ケネディ、リチャード・ニクソンといった故人と共演させ話題になった。なお、作品中でジョン・レノンがフォレストと対談するシーンがあるが、DVDのオーディオ・コメンタリーで「フォレストから『イマジン』の作曲のインスピレーションを得た（という架空のエピソード）」と説明されている。
本作の重要なモチーフとなっている羽が舞うシーンだが、この撮影には巨額の費用がかかったことで知られる。映画監督の北野武の弁では、「あれ（羽が舞うシーンにかけた費用）だけで自分の映画が一本撮れる」ほどの金額だという。
フォレストらが赴くベトナムのシーンは、実際はサウスカロライナ州のゴルフコースで撮影された。
ゲイリー・シニーズ演じるダン・テイラーが足を失ったあとのシーンは、撮影時にシニーズの両足へ青い特殊な縫い物を充て、編集段階でコンピュータにより当該箇所の削除が行われた。
フォレストがただひたすら走り続けるシーンでは、頻繁にハンクスの弟がボディダブル（吹替え）として兄の代役を務めた。

### 音楽
この映画は、背景の時代に合わせて、その時代に流行した音楽が登場することでも有名である。またこの映画のサウンドトラックは約1,800万枚という大ヒットを記録した。

### 原作との差異
映画は原作とは異なるところがかなり多い。ガンプ家は映画では南部の比較的裕福な家庭だが、原作ではどちらかと言えば貧しい家庭である。バッバ・ブルーは映画ではフォレスト同様に少し知能が足りない黒人だが、原作では知能に問題がない白人である。ワシントンDCでの反戦集会に迷い込んだフォレストがスピーチをさせられるシーンでは、フォレストが話し始めた途端にマイクの音声が途切れ、話し終わったときに音声が戻り、劇中の聴衆にも映画の観客にもフォレストが何を話したのかわからないが、原作ではフォレストは反戦集会でも陸軍勧誘のスピーチでも「戦争なんてろくでもないことです」とはっきり言う。映画でのジェニーは自由奔放な生活を送ってきたつけとしてエイズにかかって死ぬが、原作ではフォレストがマリファナを使うことに憤るタイプの常識人で、エイズにもかかっていない。また、続編小説の冒頭でジェニーは亡くなる。以上のような諸要素から、本映画は保守的な作品として批判されることがある。

### 史実との関わり
同時代に全米各地で起こっていたアフリカ系アメリカ人を中心とする公民権運動については、映画のなかではほとんど語られない。要素としてはわずかにブラックパンサー党が登場するくらいである。リー・ダニエルズ監督による『大統領の執事の涙』は本作と同じような語り口を用いて公民権運動を中心的な題材としている。
ジェニーが憧れるジョーン・バエズは、実際に公民権運動や反戦運動に積極的に参加していたフォーク歌手で、ボブ・ディランとの共演などでも知られる。ジェニーにストリップ劇場で裸でギターを弾かせるシーンでは、制作スタッフがDVDのオーディオ・コメンタリーで「ジョーン・バエズが彼女の理想像だ」とコメントしている。
DVDのオーディオ・コメンタリーのなかでゼメキスは、反戦運動に身を投じるジェニーを「セックス・ドラッグ・ロックンロール」に喩え、何も知らずにベトナム戦争に参加するフォレストを「古き良きアメリカ」と表現している。

### 他作品との関わり
トム・ハンクスとゲイリー・シニーズは、次作『アポロ13』でも競演することになるが、本作において、1971年大晦日のニュー・イヤー・カウントダウン・パーティー会場におけるガンプとダン小隊長の会話に、「おまえがシュリンプボートのキャプテンになれるなら、オレは宇宙飛行士だ」という台詞がある。
『ハリウッド・ナイトメア』のゼメキスが監督した回「You, Murderer」のオープニングでは、『フォレスト・ガンプ』の「鳥の羽根」「チョコレートの箱」と同じシーンが出てくる。また、この回の「主演」のハンフリー・ボガートの本名は、Humphrey DeForest Bogartである。この回では、『フォレスト・ガンプ』のような過去のボガートの映像と現在の俳優との合成シーンが見られる。

### 日本語吹き替え
本作では、映画の舞台であるアラバマ州の訛りの強い方言や、1994年（公開年）ではすでに使用されていない英語が頻繁に用いられている。日本語吹き替え版では、日本テレビ版の山寺、フジテレビ版の江原ともスローな崩した発音でガンプの訛りに対応した。山寺の演技は真に迫りすぎ、日本テレビに苦情が寄せられるほどであった（WOWOW「シネマ・ポチョムキン」による）。最初に作られたソフト版における江原のしゃべり方は、ガンプの訛りがまったく意識されていない。

## 宣伝・プロモーション
キャッチコピーは、劇中に台詞としても登場する「人生はチョコレートの箱、開けてみるまで分からない（Life is like a box of chocolates. You never know what you're gonna get.）」。この台詞は、「アメリカ映画の名セリフベスト100」において第40位となっている。

## 実現しなかった続編
その後、2000年頃に小説版の続編とは別内容の続編の制作も計画されていたが、2001年9月に頓挫した。
2007年にもパラマウント映画で続編の制作が計画されたが、頓挫した。

## 受賞/ノミネート
- 第67回アカデミー賞
  - 受賞 - 作品賞/監督賞/脚色賞/主演男優賞/編集賞/視覚効果賞
  - ノミネート - 助演男優賞/撮影賞/作曲賞/美術賞/メイクアップ賞/音響編集賞/録音賞
- 第52回ゴールデングローブ賞
  - 受賞 - ドラマ部門作品賞/監督賞/ドラマ部門主演男優賞
  - ノミネート - 脚本賞/助演男優賞/助演女優賞/音楽賞
- 第48回英国アカデミー賞
  - 受賞 - 視覚効果賞
  - ノミネート - 作品賞/監督賞/脚色賞/主演男優賞/助演女優賞/撮影賞
- 第63回ナショナル・ボード・オブ・レビュー 作品賞/主演男優賞/助演男優賞

## パロディ
この映画の影響を受けて、パロディ歌手のアル・ヤンコビックは、1996年にザ・プレジデンツ・オブ・ザ・ユナイテッド・ステイツ・オブ・アメリカの楽曲「ランプ」（Lump）のパロディ曲「ガンプ」（Gump）を発表している。
アメリカのラッパーであるSkee-Loは「I Wish」という曲のミュージック・ビデオでこの映画のパロディをしている。

## リメイク
インド映画『Laal Singh Chaddha』として制作。主演はアーミル・カーン。2022年8月11日に公開された。

## ババ・ガンプ・シュリンプ（テーマレストラン）

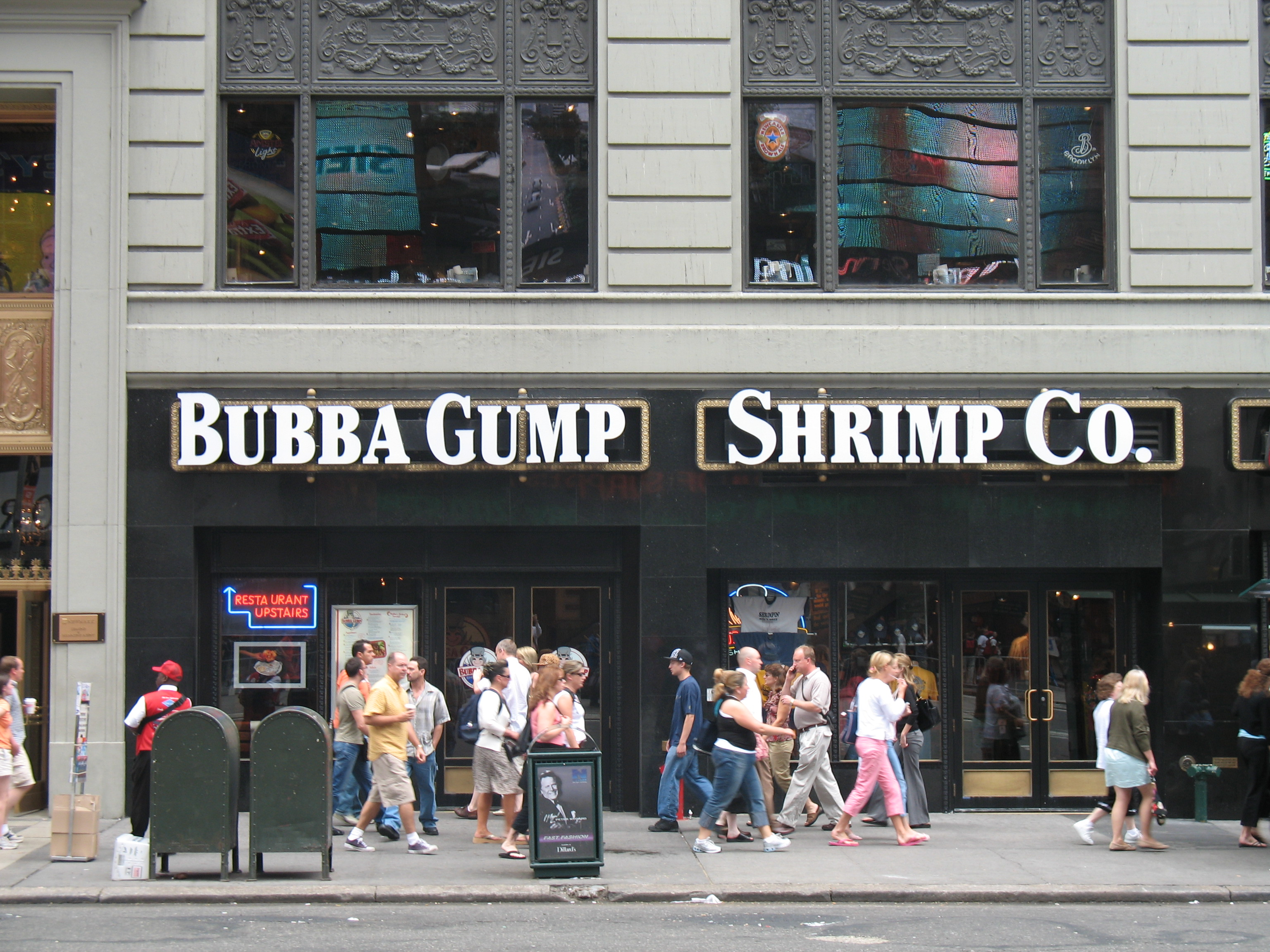
外観

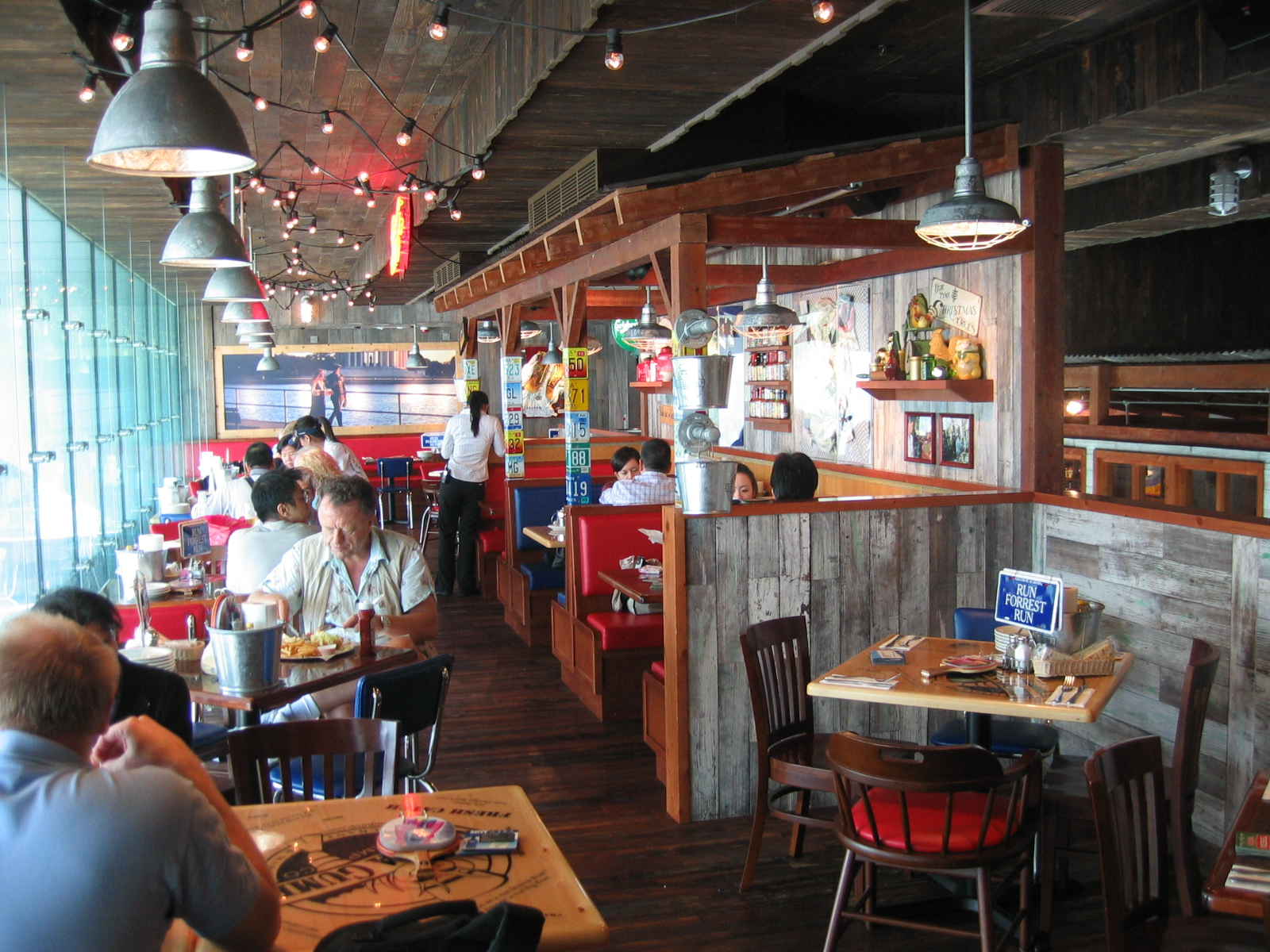
店内の様子

1996年、劇中に登場する「ババ・ガンプ・シュリンプ」をモチーフにしたシーフードレストラン「ババ・ガンプ・シュリンプ・カンパニー」が設立された。2012年現在アメリカを中心に世界で20店舗を展開。
日本の支店は、東京・後楽園のラクーア内「ババ・ガンプ・シュリンプ東京」と、大阪・ユニバーサル・スタジオ・ジャパンに隣接したユニバーサル・シティウォーク大阪内「ババ・ガンプ・シュリンプ大阪」と、東京・江東区豊洲のららぽーと豊洲内の3店舗である。株式会社WDIにより運営されている。